# Hughes-Brüder

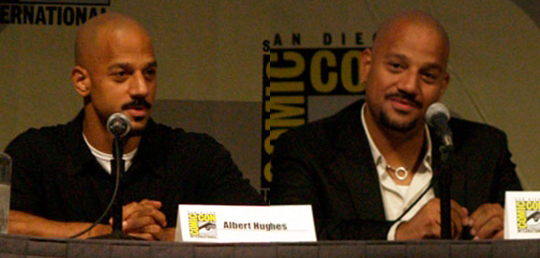
Albert (links) und Allen (rechts) Hughes bei der San Diego Comic-Con International 2009

Albert Hughes und Allen Hughes (* 1. April 1972 in Detroit, Michigan) sind amerikanische Filmregisseure, Drehbuchautoren und Produzenten. Das Zwillingspaar ist vor allem für seine Regiearbeit in Menace II Society und From Hell bekannt.

## Leben
Albert und Allen Hughes kamen als Söhne eines afroamerikanischen Vaters und einer armenischen Mutter namens Aida zur Welt. Als die Hughes-Brüder zwei Jahre alt waren, trennten sich die Eltern und der Vater verließ die Familie. Die Mutter zog mit ihren Söhnen nach Pomona, Kalifornien, als die Kinder neun Jahre alt waren. An ihrem 12. Geburtstag bekamen die Brüder von ihrer Mutter eine Videokamera geschenkt, mit der sie ihre ersten Dreherfahrungen sammelten. Ihre Freizeit verbrachten Albert und Allen fortan gemeinsam mit der Erstellung von Kurzfilmen. In der 11. Klasse verließ der neun Minuten ältere Albert die weiterführende Schule und nahm Unterricht an der Filmschule „The Los Angeles Film School“.

## Karriere
Ihren ersten Film, Menace II Society, drehten die Brüder bereits mit 21 Jahren. Der Film handelt vom Alltag in den amerikanischen Ghettos und gewann bei den MTV Movie Awards 1994 den Preis für den besten Film. Ihr zweiter Film, Dead Presidents, ist der bis dato erfolgloseste Film der Hughes-Brüder. Vier Jahre später erschien der Dokumentarfilm American Pimp. Der zweiterfolgreichste Film der Zwillingsbrüder war die Comicverfilmung From Hell mit Johnny Depp in der Hauptrolle. Er basiert auf dem Comicroman From Hell.
Ihr letztes gemeinsames Projekt ist der post-apokalyptische Sci-Fi-Actionfilm The Book of Eli mit Denzel Washington und Gary Oldman, der finanziell noch erfolgreicher als From Hell ist. Er spielte bisher ca. 157 Mio. US-Dollar ein, dagegen erreichte der Thriller von 2001 nur ca. 74 Mio. US-Dollar.
Allan Hughes drehte 2013 Broken City, Albert Hughes gab 2018 mit Alpha sein Regiedebüt, daran anschließend inszenierte er eine Episode von The Good Lord Bird und verantwortete er zwei Folgen der Serie The Continental (The Continental: From the World of John Wick, 2023).

## Filmografie
| Jahr | Titel                                  | Als Regisseur | Als Produzent | Als Drehbuchautor | Kommentar                             |
| ---- | -------------------------------------- | ------------- | ------------- | ----------------- | ------------------------------------- |
| 1993 | Menace II Society                      | ✘             | ✘             | ✘                 |                                       |
| 1995 | Dead Presidents                        | ✘             | ✘             | ✘                 |                                       |
| 1999 | American Pimp                          | ✘             | ✘             |                   | Dokumentarfilm                        |
| 2001 | From Hell                              | ✘             | ✘             |                   |                                       |
| 2001 | Scratch                                |               | ✘             |                   | Dokumentarfilm                        |
| 2004 | FBI Serial Crime – Im Kopf des Killers | ✘             | ✘             |                   | Fernsehfilm, Regie nur Allan Hughes   |
| 2004 | Touching Evil                          |               | ✘             |                   | Fernsehserie, 12 Episoden             |
| 2005 | Das Spiel des Lebens                   | ✘             |               |                   | Fernsehfilm, nur Allan Hughes         |
| 2009 | New York, I Love You                   | ✘             |               |                   | nur Allan Hughes                      |
| 2010 | The Book of Eli                        | ✘             |               |                   |                                       |
| 2011 | Dr. Dre ft. Eminem: I Need a Doctor    | ✘             |               | ✘                 | Kurzfilm/Musikvideo, nur Allan Hughes |
| 2013 | Broken City                            | ✘             | ✘             |                   | nur Allan Hughes                      |
| 2018 | Alpha                                  | ✘             |               |                   | nur Albert Hughes                     |

## Auszeichnungen
- 1994: Independent Spirit Awards: Nominierung in der Kategorie Bestes Filmdebüt, für Menace II Society
- 1996: Karlovy Vary International Film Festival: Nominierung in der Kategorie Beste Regie, für Dead Presidents
- 1999: Sundance Film Festival: Nominierung in der Kategorie Spezialpreis der Jury, für American Pimp
- 2000: Black Reel Awards: Nominierung in der Kategorie Beste Regie, für American Pimp
- 2002: Black Reel Awards: Nominierung in der Kategorie Beste Regie, für From Hell
- 2011: Black Reel Awards: „Gewinner“ in der Kategorie Beste Regie, für The Book of Eli
- 2011: NAACP Image Award: Nominierung in der Kategorie Beste Regie, für The Book of Eli